# Sam Wadsworth
Samuel John (Sam) Wadsworth (Darwen, 13 september 1896 – Eindhoven, 1 september 1961) was een Engels voetballer en trainer.
Wadsworth speelde als voetballer voor Blackburn Rovers FC, Nelson FC, Huddersfield Town FC, Burnley FC en Lytham. Wadsworth was een verdediger en speelde negen keer voor het Engelse nationale elftal.
Later werd hij coach en was vanaf 1934 trainer in Nederland, eerst van DHC uit Delft. Een jaar later werd hij trainer van PSV. Hij zou drie seizoenen trainer blijven en vertrok in 1938 naar DWS, waar hij twee jaar bleef. Na de oorlogsjaren keerde Wadsworth in 1945 terug bij PSV waar hij tot 1951 zou blijven. Wadsworth was dus acht jaar trainer van PSV en won met de Eindhovenaren zowel de beker als de landstitel. De  landstitel in 1951 was de derde landstitel van PSV in haar bestaan, en net als zijn voorgangers in 1929 en 1935, Joop Klein Wentink en Jack Hall, neemt hij direct erna afscheid van PSV. In het seizoen 1954/55 was hij trainer tijdens het kortstondige profavontuur van Brabantia, in het seizoen 1955/56 bij HVV Helmond, in het seizoen 1956/57 tot oktober 1956 bij Amsterdam en in de seizoenen 1957/58 tot en met 1959/60 was hij trainer bij De Valk.

## Erelijst
PSV
| Nationaal     |    |         |
| Landskampioen | 1x | 1950/51 |
| KNVB beker    | 1x | 1949/50 |